# Manichitrathazhu
Pour plus de détails, voir Fiche technique et Distribution.
Manichitrathazhu (en malayalam : മണിച്ചിത്രത്താഴ് ; la « serrure ornée » en français) est un thriller épique et psychologique, de langue indienne malayalam, sorti en 1993,. 

## Réalisation
Le film est réalisé par Fazil (en), écrit par Madhu Muttam, et produit par Swargachitra Appachan. L'histoire est basée sur une tragédie qui s'est déroulée dans un tharavad (en) (une maison ancestrale), au sein d'une famille Alummoottil du Travancore central, au cours du XIXe siècle. Le film aborde un thème inhabituel, peu commun dans le cinéma indien de l'époque, et est pourtant un grand succès au box-office et acclamé par la critique.
Des réalisateurs tels que Siddique-Lal, Priyadarshan, et Sibi Malayil ont servi comme directeurs adjoints. La cinématographie a été réalisée par Venu, et le film a été édité par T. R. Shekar. Il réunit dans son casting Mohanlal, Suresh Gopi, Shobhana, Nedumudi Venu, Innocent, Vinaya Prasad, K. P. A. C. Lalitha, Ganesh Kumar, Sudheesh, et Thilakan dans les rôles principaux. Les chansons originales principales du film ont été composées par M. G. Radhakrishnan, alors que la musique originale a été composée par Johnson. Le film a remporté le National Film Award for Best Popular Film Providing Wholesome Entertainment et Shobhana a reçu le National Film Award de la meilleure actrice pour son interprétation du personnage central Ganga.
En plus d'être le plus gros succès malayalam de l'année 1993, Manichitrathazhu est considéré comme l'un des meilleurs thrillers jamais réalisés en Inde, ainsi que comme l'un des meilleurs films malayalam jamais réalisés. Manichitrathazhu a été l'objet de plusieurs remakes, 10 ans après sa sortie, dans diverses langues, en canarais (Apthamitra), en tamoul et télougou (Chandramukhi), en bengali (Rajmohol) et en hindi (Bhool Bhulaiyaa), tous des succès commerciaux.
Geethaanjali, un spin-off réalisé par Priyadarshan et Mohanlal qui reprend le rôle du Dr Sunny Joseph, est sorti le 14 novembre 2013.

## Synopsis
Un jeune couple, Ganga (Shobana) et Nakulan (Suresh Gopi), arrive dans le Tharavadu (le manoir, au sens de maison familiale ancestrale noble) de Nakulan, appelé Madampalli avec l'idée de s'y installer. Issu d'une famille qui suit la tradition et les superstitions, Thampi (Nedumudi Venu), l'oncle de Nakulan, proteste contre l'idée du couple de s'installer dans le manoir, connu pour être hanté. Nakulan l'ignore et le couple s'installe. Mais rapidement des événements, qui semblent surnaturels, commencent à se produire.
Le manoir a été occupé dans l'antiquité par Sankaran Thampi, un seigneur féodal de la province, qui était aussi le karanavar (chef) du tharavadu. À son apogée, il a fait venir une danseuse, Nagavalli, du Tamil Nadu comme sa concubine. Mais elle était déjà amoureuse d'un homme du nom de Ramanathan, un danseur, arrivé avec elle, et secrètement installé dans une maison voisine. Lorsqu'il apprend leur liaison et leur plan pour s'enfuir, Sanakaran Thampi tue Nagavalli dans sa chambre au manoir. La légende dit que le huitième jour de Navaratri, durant la nuit de Durgashtami (une célébration annuelle hindoue), Nagavalli revient en esprit assoiffé de sang, avec l'intention de tuer le noble et de boire son sang, mais celui-ci est sauvé par des chants de mantras. Avec l'aide de certains sorciers, Thampi a en quelque sorte échappé à la colère de Nagavalli. Son esprit est resté enfermé dans une section sud du manoir (Thekkini) par le biais d'un talisman sur la serrure. Plus tard, Sankaran Thampi se suicide et son esprit est enfermé dans la même Thekkini, par le biais d'un verrou orné magique appelé Manichitrathazhu.
Ganga parvient à desceller la Thekkini, pour trouver d'anciens objets de valeur tels que des bijoux, des instruments de musique etc. Lorsque Nakulan l'oncle de Thampi apprend que la Thekkini a été descellée, craignant que les esprits se soient libérés, il décide de déménager avec sa famille dans le manoir, afin d'essayer de sceller le Thekkini de nouveau, tout en surveillant Nakulan et Ganga. Cependant, diverses apparitions de femmes sont observées autour de la maison, puis des tentatives d'attaques sur les différentes personnes, y compris Alli, la cousine de Nakulan, et Ganga. Alors qu'une partie de la famille, notamment Thampi, croit que le fantôme de Nagavalli erre dans la maison, Nakulan désapprouve ces théories surnaturelles et suspecte Sreedevi, fille de Thampi, atteinte d'une maladie mentale, d'orchestrer les incidents survenus à la maison. Entendant cela, Thampi et la famille craignent que Sreedevi soit possédée par l'esprit de Nagavalli.
Sreedevi (Vinaya Prasad), la cousine de Nakulan et fille de Thampi, a été mariée selon la tradition à Nakulan. Cependant, après avoir constaté que Sreedevi avait un horoscope considéré comme sinistre, la mère de Nakulan retire la proposition, et obtient que Nakulan se marie à Ganga. Plus tard, Sreedevi conclut un mariage, de courte durée. L'histoire tragique de Sreedevi, sa morosité, ainsi que le fait qu'elle a été la seule personne présente lors d'une attaque sur Ganga, jettent sur elle la suspicion.
Le Dr Sunny Joseph (Mohanlal), un brillant mais étrange psychiatre, proche ami de Nakulan, est appelé des États-Unis pour enquêter. Assez vite, le Dr Sunny trouve que les conclusions de Nakulan ne sont pas aussi évidentes et découvre un plan pour commettre un meurtre au cours du prochain Festival de Durgashtami. Sunny, formé en psychiatrie, commence à soupçonner que Ganga pourrait bien être la malade de Madampilly. Il étudie le passé et l'enfance de Ganga. Ganga a grandi dans une famille très superstitieuse et a pris part, enfant, à divers rituels religieux. Ses parents l'ont laissée à sa grand-mère, à l'âge de 3 ans, et n'ont jamais pris la peine de se soucier d'elle, en raison de leur style de vie actif. Elle est devenue hypersensible ; et, quand elle a appris que ses parents avaient décidé de la faire déménager à Calcutta, elle a été incapable de faire face. Elle est ainsi devenue très proche de sa grand-mère et refuse de quitter son village et sa maison ancestrale. Lors de cette période de grande agitation affective et psychologique pour elle, elle est atteinte de trouble de la personnalité multiple. Madampilly, avec son lot de superstitions et de sombres histoires, lui évoque des souvenirs douloureux d'enfance, et lentement, elle développe la personnalité de Nagavalli après avoir sympathisé avec elle.
Pendant ce temps, l'oncle de Nakulan, Thampi, ayant perdu confiance envers le Dr Sunny, appelle un célèbre expert tantrique, Pullattuparambil Brahmadattan Namboothiripad (Thilakan), pour débarrasser sa famille de la menace surnaturelle. Comme le destin sait le faire parfois, Namboothirippad et le Dr Sunny sont de vieilles connaissances et admirent mutuellement leur expertise dans leurs domaines respectifs. À ses risques et périls, Sunny révèle le secret de Nakulan, bien qu'il garde caché quelques-uns des faits qu'il a observés à partir du comportement de l'alter ego de Ganga.
Lorsque Ganga se transforme en Nagavali, son alter ego suppose que l'homme qui habite dans l'ancienne maison de Ramanathan est Ramanathan lui-même, alors qu'il s'agit de Mahadevan, le fiancé de Alli. Elle assimile également Nakulan au cruel Karnavar - Sankaran Thampi, et attend la nuit de Durgastami pour se venger. Ce genre d'associations mystiques, l'alter ego de Ganga les a trouvées dans les contes et les liens familiaux de la maison.
Dans l'une des plus mémorables scènes du film, Ganga danse et Nagavali retrouve son amant Ramanathan, tandis que Ganga voit ses attentes de retour de l'être aimé comblées. Sunny, avec l'aide de la Namboothirippad, a planifié une cérémonie tantrique élaborée afin d'invoquer Nagavalli en Ganga et lui faire croire qu'elle allait enfin pouvoir tuer Sankaran Thampi. Le plan est mis en action et dans un terrible point culminant, l'assoiffé de sang Nagavalli exige vengeance sur le cruel Karanavar, Sankaran Thampi.
Ganga se réveille de son sommeil hypnotique et apprend qu'elle est complètement guérie de la maladie. Sunny exprime son intention d'épouser Sridevi.

## Casting
- Mohanlal : Dr Joseph Sunny
- Shobhana : Ganga / Nagavalli (voix doublée par Bhagyalakshmi et Durga)
- Suresh Gopi : Nakulan / Shankaran Thampi
- Nedumudi Venu : Thampy, l'oncle maternel de Nakulan
- Vinaya Prasad : Sreedevi, la fille de Thampy (voix doublée par Anandavally)
- Shridhar : Mahadevan, un professeur et poète, le fiancé de Alli
- Sudheesh : Chanthu, le fils de Thampy
- Innocent : Unnithan, le mari de Bhasura
- K. P. A. C. Lalitha : Bhasura, la sœur deThampy
- Thilakan : Brahmadattan Nampoothirippaad
- Kuthiravattam Pappu : Kattuparamban
- K. B. Ganesh Kumar : Dasappan Kutty
- Rudra : Alli, fille de Unnithan et Bhasura (voix doublée par Ambili)
- Vyjayanthi : Jayasri, fille cadette de Thampy
- Kuttyedathi Vilasini, : la femme de Thampy

### Le tournage
De grandes parties du film, notamment sa scène finale, ont été filmées dans le Palais de Padmanabhapuram et dans le Palais de la Colline.

## Bande originale
La bande originale du film a été composée par M. G. Radhakrishnan, elle est l'une des bandes originales de film Malayalam les plus populaires. L'album se compose de neuf pistes. Les textes chantés en malayalam et tamoul sont écrits par Bichu Thirumala et Madhu Muttam pour les textes en malayalam et Vaali ceux en tamil.

## Accueil

### Critiques au moment de la sortie
Le film a reçu la note de 5 sur 5  sur le site Shvoong.com, avec appréciation suivante "Manichitrathazhu est probablement l'un des meilleurs psycho-thrillers [sic] jamais produits en Inde. Fazil a réussi à créer un film fantastique qui garde les téléspectateurs rivés à leurs sièges."

### Box-office
Manichitrathazhu a battu tous les records de l'histoire du cinéma en Malayalam jusqu'alors. Il a été le plus grand succès de film Malayalam de l'année. Il est ainsi resté à l'affiche durant plus de 365 jours dans 3 centres d'Ernakulam Savitha, Thiruvananthapuram Sreekumar et Kattappana Sagara Le film a permis au distributeur de gagner plus de 70 millions de , une somme importante à l'époque.

### Récompenses
| Prix                     | Cérémonie                            | Catégorie                                              | Candidat(s)                  | Résultat | Ref.   |
| ------------------------ | ------------------------------------ | ------------------------------------------------------ | ---------------------------- | -------- | ------ |
| National Film Awards     | 41e National Film Awards             | National Film Award du meilleur film de divertissement | Swargachitra Appachan, Fazil | Lauréat  | [ 10 ] |
| National Film Awards     | 41e National Film Awards             | Meilleure Actrice                                      | Shobana                      | Lauréat  | [ 10 ] |
| Kerala State Film Awards | 34e Film Awards de l'État du Kerala, | Meilleur Film populaire et esthétique                  | Swargachitra Appachan, Fazil | Lauréat  | [ 11 ] |
| Kerala State Film Awards | 34e Film Awards de l'État du Kerala, | Meilleure Actrice                                      | Shobana                      | Lauréat  | [ 11 ] |
| Kerala State Film Awards | 34e Film Awards de l'État du Kerala, | Meilleur artiste de maquillage                         | P. N. Mani                   | Lauréat  | [ 11 ] |

## Réputation
Manichitrathazhu est salué comme l'un des meilleurs films jamais réalisés dans le cinéma malayalam. Le film a chaque fois fait le maximum d'audience lors de ses diffusions à la télévision. Même vingt ans après sa sortie, il a été projeté plus de 12 fois par an en moyenne sur la chaîne de télévision la plus importante du Kerala, Asianet. Le film a reçu la note maximum TRP à chaque projection; les notes TRP ont augmenté chaque année, un record rare pour un film produit dans le Kerala.
En 2013, dans le sondage en ligne par IBN Live, Manichitrathazhu est considéré comme deuxième dans la section Plus grand Film Indien de Tous les Temps. Le sondage a été effectué dans le cadre de la célébration des 100 ans du cinéma indien, et regroupait 100 films indiens de différentes langues Selon les statistiques de l'année 2015, Manichitrathazhu est le film d'horreur le plus visité sur le site IMDb, dépassant Psychose d'Alfred Hitchcock (1960) de 2517 visites.